# 극한 고민 상담소 - 나 어떡해
《극한 고민 상담소 - 나 어떡해》는 대한민국의 MBN에 방송되었던 텔레비전 예능 프로그램이다.

## 기획 의도
문제 있는 관계를 함께 풀어가는 극한 고민 '썰'루션 토크 프로그램

## 방송 일정
| 방송 채널 | 방송 기간                         | 방송 시간                       | 비고 |
| --------- | --------------------------------- | ------------------------------- | ---- |
| MBN       | 2021년 2월 15일 ~ 2021년 4월 19일 | 매주 월요일 밤 11시 ~ 12시 50분 |      |

## 출연진
- 김성주
- 이유리
- 홍현희
- 정성호